# El Mulo
El Mulo es uno de los personajes de la serie de la Fundación, saga de ciencia ficción de Isaac Asimov. Aparece por primera vez en Fundación e Imperio (1952) y luego en Segunda Fundación (1953).

## Descripción
En la saga es quizás el personaje más influyente y enigmático en el desarrollo de la historia galáctica. Se desconoce prácticamente toda su información personal; incluso durante la época de su mayor renombre (cuando tuvo el control de la Fundación y gran parte de la Galaxia) se supo del mismo sobre todo gracias a sus antagonistas. El poder de El Mulo radica en una mutación que le permite alterar las emociones humanas a su antojo, modificando así la voluntad de las masas y destruyendo la evolución psicohistórica diseñada por Hari Seldon, ya que al cambiar las emociones de un gran número de personas, desequilibra el resultado de los cálculos psicohistóricos, dando como resultado un grupo de reacciones inesperadas al del resultado pretendido o estimado.
A este tipo de personas que han pasado a estar bajo el control del Mulo se les conoce como "conversos". El Mulo siguió un plan que, al parecer, tuvo su origen en el resentimiento que le había provocado el rechazo que el resto de los seres humanos le presentaba. Su aspecto físico no era agradable: poseía un rostro muy delgado con una voluminosa nariz carnosa de siete centímetros que se lo cubría casi por entero; "no más de 50 kilos de peso repartidos en metro y medio de altura"; sus miembros, extremadamente flacos, "se disparaban en ángulos faltos de toda gracia".
El Mulo, por lo que puede deducirse en los libros posteriores de Asimov, sería originario de Gaia, lugar del cual habría migrado sabiendo de sus poderes particulares de influir en las mentes humanas. Sin embargo, también se muestra una inconsistencia relacionada con su monstruosidad física, ya que en Gaia, el planeta fundado por R. Daneel Olivaw, las criaturas son casi perfectas, pues actúan como un consciente colectivo. Pero aun así se deja entrever que el personaje se originó por ser una especie de "anomalía" entre estas perfectas criaturas, y que antes de ser destruido en aras de la perfección, pudo escapar llevando consigo todo su resentimiento. Así pues, la supuesta cronología expuesta por este autor sería la siguiente:
- El Mulo nace en Gaia.

- A la edad de entre 15 y 18 años toma conciencia de sus diferencias, lo que hace que nazca el sentimiento de inferioridad y resentimiento a todo aquello ajeno a él.

- Alcanzado los 18 años, logra desprenderse de la conciencia colectiva de Gaia, lo cual le permite escapar y aspirar al control de la Galaxia al comprobar que aún podía controlar las emociones.

- En una rápida muestra de su poder se hace de una banda, con ella consigue una base asteroidal, por medio de un industrial conquista un planeta y por medio de una serie de "conversiones", incluida la de Señor de Kalgan, conquista una región estelar; y todo en 2 años.

- Seguidamente asume la identidad de "Magnífico Giganticus", el bufón de la corte del Mulo; esto con la finalidad de toparse con militares de la Fundación, de quienes estaba seguro de que lo buscarían motivados por saber quién era el conquistador de Kalgan. De esta manera conoce al capitán Hans Pritcher y luego a los comandantes y almirantes de flota; mientras esto sucedía, el Mulo, alias "Magnífico", el bufón, hacía su trabajo mental.

- Con los comandantes de flota de la Fundación inutilizados, conquista Términus fácilmente. Luego sólo le quedaba conquistar los mundos comerciantes para ser reconocido como el Conquistador de la Fundación, los cuales en cuestión de meses le llegaron a dar ese título.

- Si bien es cierto que el Mulo puede controlar las emociones usando su propia mente, él mismo reconoce que le demanda un gran esfuerzo, por lo que en la conquista de Términus usa un artilugio neuronal llamado el "visisonor" (instrumento musical que afecta directamente las zonas sensibles del cerebro, haciendo más "real" la música). Con este instrumento se facilita el tratar más intensamente a una persona o a un grupo de personas.
- El visisonor es un aparato que induce un campo eléctrico en el cerebro, provocando escuchar tonos musicales y ver luces y formas coloridas. Creado por "Gillbret Hinriads", primo del Director de Rhodia Hinrik Hinriads, en las Nebulosas de la Herradura, que se lo cuenta a Biron Farril, protagonista del libro En la arena estelar, cuando este viaja al planeta para solicitar asilo político de los Tyrannios que lo quieren capturar, pues su padre era el Ranchero de Widemos, ajusticiado por estos aduciendo que era un traidor al Imperio Tyrannio. Muchos siglos después, en la "era prefundacional", posterior a la caída del Primer Imperio Galáctico, en los libros Fundación e Imperio y Segunda Fundación, el "Mulo" lo usa, sumado a su poder mental, para hacer que la primera Fundación y los Comerciantes Libres se rindan sin lucha final, en el primer libro; y en el segundo mata al príncipe de Neotrantor, cuando este muestra deseos lascivos por Bayta Darrel.

- Con el simple título de "Primer Ciudadano" de la Unión de Mundos y reconocido como el conquistador de la Primera Fundación, se lanza en busca del título de Emperador de la Galaxia. Pero para ello tiene que encontrar y destruir a la Segunda Fundación, de la cual casi nadie sabía nada. Para descubrir su paradero somete a presión a un científico renegado de la Fundación, Ebling Miss, quien después de varios días encuentra la localización de esta misteriosa Segunda Fundación; pero antes de que revele su ubicación es asesinado por los acompañantes del Mulo: Toran y Bayta Darell, quienes lo matan para evitar que se filtre el secreto.

- Posteriormente, ayudado por el "converso" Hans Pritcher, se embarca nuevamente en la búsqueda de la Segunda Fundación, pero es derrotado por ésta y modificado sus objetivos por el Primer Orador de la misma. Cinco años después, muere en paz consigo mismo y deja como sucesor a Hans Pritcher.

El Mulo se ha transformado en un personaje icónico en el mundo de la ciencia ficción, un verdadero mito literario universal, expresión del resentimiento, la frustración existencial, la falta de amor y una ambición sin límite apoyada en un poder sobrehumano, el reverso de otros mitos que encarnan lo contrario.